# 喬許·吉迪
約書亞·詹姆斯·「喬許」·吉迪（-{Joshua 
James "Josh" Giddey}-，2002年10月10日—）為澳大利亞職業籃球運動員，場上主打控球後衛位置，現效力於NBA芝加哥公牛。在2021年NBA選秀中以首輪第6順位被奧克拉荷馬城雷霆選中。

## 早年生活及高中生涯
吉迪高中就讀位於墨爾本的聖凱文學院，後來在位於坎培拉的澳大利亞體育學院的NBA全球學院嶄露頭角，成為澳大利亞最優秀的籃球運動員之一。在2019年4月的澳大利亞U18籃球錦標賽上，他場均得到20分、8.3個籃板和6次助攻，帶領球隊獲得冠軍。2020年1月，吉迪幫助NBA全球學院贏得在巴塞羅那舉行的Ciutat de L'Hospitalet青少年錦標賽的冠軍，並獲得最有價值球員（MVP）的榮譽。一個月後，吉迪在芝加哥參加NBA明星周末的籃球無國界活動，並被評為該訓練營的全明星球員。

## 職業生涯

### 阿德萊德36人（2020–2021）
2020年3月12日，吉迪與澳洲國家籃球聯賽（NBL）的阿德萊德36人簽約，成為該聯盟NBA潛力新星計劃中的一員，他也成為第一個被納入該計劃的澳大利亞球員。同時吉迪也拒絕了幾所NCAA一級名校的邀請，其中包括亞利桑那大學。2021年4月26日，吉迪在對上紐西蘭破壞者的比賽中獲得12分、10個籃板和10次助攻，雖以77-99輸掉比賽，但他成為NBL歷史上最年輕的獲得大三元的澳大利亞球員。隨後在5月1日對上布里斯本子彈的比賽中，他成為有史以來第一個在連續比賽中獲得大三元的澳大利亞球員，共獲得15分、13次助攻和11個籃板，並以101-79取得勝利。5月9日，在對上雪梨國王的比賽中，他第三次獲得大三元，得到11分、12次助攻和10個籃板，最終在延長賽以97-88擊敗對手。5月17日，吉迪從現役球員名單中釋出，為2021年NBA選秀做準備，在該賽季的28場比賽中，他場均獲得10.9分，7.3個籃板和7.6次助攻，其中助攻數更是全聯盟第一，同時被選為聯盟年度最佳新秀。

### 奧克拉荷馬城雷霆（2021–2024）
2021年4月27日，吉迪宣布參加2021年NBA選秀，在選秀前就被預測為樂透區新秀。7月29日，他在首輪第6順位被奧克拉荷馬城雷霆選中，8月8日，吉迪與雷霆隊簽約，並在當日出戰NBA夏季聯賽，在首次登場的五分鐘時遭遇腳踝受傷，為了謹慎起見，他在剩餘比賽中皆未出賽。2022年1月3日，吉迪在對陣達拉斯獨行俠的比賽中共獲得17分13籃板14助攻，以19歲84天之齡，成為NBA史上最年輕締造大三元的球員

### 芝加哥公牛（2024–至今）
2024年6月21日，吉迪被交易到芝加哥公牛。

## 國家隊生涯
吉迪曾代表澳大利亞參加在新喀里多尼亞舉行的2019年FIBA U17大洋洲錦標賽。場均可得到16.4分，7.4個籃板和5次助攻，並帶領球隊獲得金牌，同時也入選全明星五人隊當中。在對上紐西蘭的決賽中，他在獲得25分、8個籃板、6次助攻和5次抄截，並以85-56擊敗對手。
2020年2月23日，吉迪首次入選澳大利亞國家男子籃球隊參加2021年亞洲盃籃球賽資格賽。他在對上香港的比賽中，出賽11分鐘獲得11分、6次助攻和3個籃板，幫助球隊以115-52擊敗對手。吉迪成為自2013年本·西蒙斯以來最年輕的為成人國家隊效力的球員。
2020年東京奧運會，吉迪是澳大利亞籃球隊名單最後放棄掉的人之一，但依然被選作緊急備援球員。

## 生涯數據

### NBA
| 賽季    | 球隊 | GP | GS | MPG  | FG%  | 3P%  | FT%  | RPG | APG | SPG | BPG | PPG  |
| ------- | ---- | -- | -- | ---- | ---- | ---- | ---- | --- | --- | --- | --- | ---- |
| 2021–22 | OKC  | 54 | 54 | 31.5 | .419 | .263 | .709 | 7.8 | 6.4 | .9  | .4  | 12.5 |
| 生涯    | 生涯 | 54 | 54 | 31.5 | .419 | .263 | .709 | 7.8 | 6.4 | .9  | .4  | 12.5 |

### NBL
| 賽季    | 球隊         | GP | GS | MPG  | FG%  | 3P%  | FT%  | RPG | APG | SPG | BPG | PPG  |
| ------- | ------------ | -- | -- | ---- | ---- | ---- | ---- | --- | --- | --- | --- | ---- |
| 2020-21 | 阿德萊德36人 | 28 | 26 | 32.1 | .425 | .293 | .691 | 7.3 | 7.6 | 1.1 | .4  | 10.9 |

## 個人生活
吉迪的父親沃里克·吉迪也是職業籃球運動員，曾長期效力於澳大利亞的墨爾本老虎。沃里克也是吉迪就讀的墨爾本聖凱文學院在參加APS籃球賽時的總教練，他在最近卸下這個職務以支持吉迪在NBA的發展。吉迪的母親金也曾在澳洲女子國家籃球聯賽中為老虎隊效力。

## 外部連結
- 喬許·吉迪在fiba.basketball（英语）
- 喬許·吉迪在NBA（英语）
- 喬許·吉迪在Basketball-Reference.com（NBA）（英语）
- 喬許·吉迪在Basketball-Reference.com（國際）（英语）
- 喬許·吉迪在ESPN（NBA）（英语）
- 喬許·吉迪在Eurobasket.com（球員）（英语）
- 喬許·吉迪在Proballers（英语）
- 喬許·吉迪在RealGM（英语）